# ثمل الدلفي
ثمل الدلفي (برز في 917 حتى آب 932) كان قائدًا عسكريًا عباسيًا وحاكمًا (واليًا أو أميرًا) لطرسوس والأراضي الحدودية مع الإمبراطورية البيزنطية في قيليقية (الثغور الشامية). كان عبدًا دُلَفِيًّا سابقًا، وقد قاد عدة حملات مداهمة ناجحة، معظمها عن طريق البحر، ضد البيزنطيين، وكذلك ضد الفاطميين في مصر، وضد القرامطة في العراق.

## حياته
كان ثمل خصيًا، وكما تشير نسبته لـ "الدلفي"، فقد بدأ حياته المهنية كعبد (غلام) لسلالة إقليم الجبال بني دلف المستقلة، والتي قمعها الخليفة العباسي المعتضد. في 896. تم ذكره لأول مرة في 917/8، عندما عينه الخليفة العباسي قائدًا لحملة بحرية ضد الإمبراطورية البيزنطية. قاد أسطوله إلى غارة ناجحة، وعاد مع السجناء والغنائم، بينما قاد والي طرسوس بشر الأفشيني، الغارة البرية لذاك العام.
في عام 920، قاد أسطوله المُكوَّن من 25 سفينة إلى مصر، حيث شارك في صد الجيش الفاطمي. مَنَع وُصُولُه السفن الفاطمية من دخول مدينة الرشيد النيلية، وفي 12 آذار، بالقرب من بلدة أبي قير، ألحق هزيمة ساحقة بالأسطول الفاطمي، الذي دفعته الريح إلى الشاطئ. حيث قُتل أو أُسر معظم الطواقم الفاطمية. في ربيع 921، أبحر ثمل وأسطوله إلى الإسكندرية، واستولى عليها الفاطميون عام 919. ودخل الأسطول ميناء المدينة وبعد قتال، طرد الحامية الفاطمية، في حين تم إجلاء السكان إلى مدينة الرشيد كإجراء احترازي. ثم التحق بباقي الجيش بقيادة القائد العام العباسي مؤنس المظفر، لمحاصرة منخفض الفيوم، إذ انسحبت القوات الفاطمية المتبقية، وأجبرهم على حرق معداتهم والتراجع غربًا فوق الصحراء.

خريطة المنطقة الحدودية العربية البيزنطية في جنوب شرق آسيا الصغرى

في عام 923، بينما قاد مؤنس المظفر الغارة البرية ضد البيزنطيين، قاد ثمل مرةً أخرى الحملة البحرية، والتي يُروى أنها أسرت 1000 سجين وجلبَت الكثير من الغنائم، بما في ذلك أكثر من 28000 فرد من حيوانات المزارع. بحلول هذا الوقت، يبدو أنه قد تم تعيينه بالفعل واليًا على طرسوس. في عام 924، وفقًا للمسعودي، قاد أسطوله مدعومًا بالسفن السورية والمصرية، إلى محيط القسطنطينية نفسها. هناك أجرى اتصالات مع البلغار واتفقوا على العمل المشترك في حرب سيميون الأول ملك بلغاريا ضد البيزنطيين. حتى أن بعض البلغار عادوا مع ثمل إلى طرسوس، ولا يٌعلَم تحقيق أي انتصار من هذا التحالف. ومع ذلك، في 924-926 ترك الأراضي الحدودية وتوجه إلى العراق حيث شارك في القتال ضد القرامطة. أثناء غيابه، حكم طرسوس نائبه بشرى، الذي أشرف مع الخادم مفلح أيضًا على تبادل الأسرى مع البيزنطيين في أيلول-تشرين الأول 925.
بعد عودته إلى طرسوس في أواخر عام 926/أوائل 927، قاد الغارة الصيفية على البيزنطيين عام 927. خلال الحملة انتصر ثمل على الجيش البيزنطي، وأثناء عودته انتصر على القائد الكردي ابن الضحاك، الذي ارتد عن الإسلام ودخل الخدمة البيزنطية. عاد ثمل إلى طرسوس في كانون الأول 927/كانون الثاني 928. في آذار/نيسان 931، وفقًا لابن الأثير، شرع في حملة مداهمة في آذار/نيسان. إلا أن الطقس تسبب بإعاقة الحملة - قيل إن خيوله غرقت في الثلج حتى صدرها - لكن ثمل هزم القوة البيزنطية، فقَتَل 600 وأَسَر 3000 جندي وأخذ الكثير من الغنائم. فور عودته إلى طرسوس في تموز/آب، غادر إلى رحلة صيفية رئيسة، والتي وصلَت حتى تخوم عمورية، حيث هجرتها الحامية، وفتحها المسلمون. ثم قاد ثمل رجاله إلى أنقرة، قبل أن يعود إلى طرسوس في أيلول/تشرين الأول. وفي العام التالي كانت الغارة التي قام بها ناجحة لدرجة أن رسائل كانت تُقرَأ على العلن بعنوان "انتصارات في البر والبحر"، في مساجد بغداد، وعلى المنابر.
لا يوجد ذكر لثمل بعد ذلك، لذا يُعتقَد بأنه مات سنة 932. إلا إذا كان هو نفسه "الثملي"، الذي قاد غارة عام 941/2. ومع ذلك، فإن الأخير هو على الأرجح أحد خدام ثمل (غلمان)، الذين ظلوا قوة قوية في طرسوس والثغور لبعض الوقت من بعده: خلفه نائبه بشرى في منصب الوالي، وخلف الثاني - بعد سنوات قليلة - رجل آخر من غلمانه، يسمى نصر الثملي في حين تم ذكر الثمليون ("رجال ثمل") كفصيل عام 938، عندما قتلوا منافسهم طريف. تواجد غلمان ثمل في طرسوس خلال الفترة الحمدانية اللاحقة أيضًا، حتى منتصف الستينيات من القرن العاشر الميلادي.